# Robert Behrens
Robert Sophus Daniel Behrens (ur. 12 stycznia 1885, zm. 1 grudnia 1942) – duński zapaśnik walczący w stylu klasycznym Zajął trzecie miejsce na Olimpiadzie Letniej 1906 w wadze średniej.
Brązowy medalista mistrzostw Europy w 1907. Mistrz Danii w 1906 roku.

## Olimpiada Letnia 1906
| Konkurencja  | Rundy eliminacyjne | Rundy eliminacyjne      | Rundy eliminacyjne      | Rundy finałowa         | Rundy finałowa           | Klas. końcowa |
| Konkurencja  | 1/8                | 1/4                     | 1/2                     | Przeciwnik I           | Przeciwnik II            | Miejsce       |
| ------------ | ------------------ | ----------------------- | ----------------------- | ---------------------- | ------------------------ | ------------- |
| Waga średnia | Karl Höltl (AUT) Z | Václav Hradecký (BOH) Z | Wenzel Goldbach (AUT) Z | Verner Weckman (FIN) P | Rudolf Lindmayer (AUT) P | 3.            |